# Тит Публилий
Тит Публи́лий (лат. Titus Publilius; умер после 300 года до н. э.) — римский политический деятель из знатного плебейского рода Публилиев (предположительно, прямой потомок консуляра Квинта Публилия Филона), член жреческой коллегии авгуров с 300 года до н. э. Стал одним из пяти первых плебеев, кооптированных в коллегию в соответствии с Огульниевым законом.